# Râul Grasu
Râul Grasu este un curs de apă, afluent al râului Bistricioara.